# Liste des évêques et archevêques de Tarentaise
La liste des évêques et archevêques de Tarentaise — on peut trouver les formes évêque de Moûtiers, Moûtiers-Tarentaise et plus rarement celle de Moûtiers en Tarentaise — recense le nom des évêques qui se sont succédé sur le siège épiscopal et archiépiscopal de Tarentaise. Moûtiers est le siège de l'évêché et la circonscription concernée correspond à l'ensemble de la vallée de la Tarentaise.
Fondé au début du Ve siècle, le diocèse de Tarentaise est suffragant de la province d'Arles (jusqu'en 450), puis de Vienne, il est érigé en archevêché à la fin du VIIIe siècle et obtient son indépendance vis-à-vis de Vienne en 1171. Son premier évêque, selon la tradition, est Jacques, dit de Tarentaise ou d'Assyrie et il semble être sur le siège de Tarentaise vers 427 ou 428,. Le duché de Savoie est rattaché à la France (1792) lors de la Révolution française, qui met fin à l'organisation ecclésiastique en Savoie. Un diocèse du Mont-Blanc est créé. En 1825, le diocèse est restauré, perdant son rôle archiépiscopal, et il devient suffragant de celui de Chambéry. Depuis 1866, l'archevêque de Chambéry porte les titres d'évêque de Maurienne et d'évêque de Tarentaise.
Il existe une liste des évêques et archevêques, donnée notamment par Joseph-Antoine Besson dans son Mémoires pour l'histoire ecclésiastique des diocèses de Genève, Tarentaise, Aoste et Maurienne et du décanat de Savoye (1759), mais il n'existe par de dates précises des différents prélats avant le XIIe siècle. Jacques Lovie dans la partie consacrée au diocèse de l'Histoire des diocèses de France (1979) a publié une liste plus complète. Pour les premiers temps, seuls les évêques ayant participé à un concile sont connus, il se peut donc que certains ne nous soient pas parvenus ou avec des erreurs quant au nom ou à la date persistent. Jean-Paul Bergerie, auteur d'une Histoire de Moûtiers (2007), relève que de « Jacques de Tarentaise à Pierre Ier (1123), on connaît 39 noms en 700 ans, tandis que de saint Pierre Ier à aujourd'hui, on en connaît 60 en 820, si l'on déduit les périodes où le siège était vacant. [...] N'est-ce pas le signe que la liste est incomplète durant les premiers siècles ? ».

## Antiquité tardive et haut Moyen Âge: les évêques puis archevêques
Joseph-Antoine Besson mentionne un Domitien ou Donatien, qualifié d'évêque à Foro Claudii, présent au Concile de Rome (313) et rattaché à la Tarentaise par ses prédécesseurs. Il souligne toutefois qu'il n'est pas sûr de l'information. L'hypothèse que le premier évêque de la vallée soit Jacques dit d'Assyrie, moine de l'abbaye de Lérins, consacré par Honorat en 426, archevêque d'Arles, semble la plus communément admise par la tradition. Il peut être considéré toutefois comme un évêque légendaire.
En effet, le premier évêque mentionné, dans un acte, est un certain Sanctius, présent au Concile d'Épaone (517), à qui l’on attribue également la construction de la cathédrale Saint-Pierre.
| Dates                             | Nom(s)                                                          | Mention(s)                                                              | Éléments biographiques |
| --------------------------------- | --------------------------------------------------------------- | ----------------------------------------------------------------------- | --- |
| v. 426/427/428 — † 16 janvier 429 | saint Jacques de Tarentaise Jacques d'Assyrie Jacques de Lérins | Besson (1759) ; Lovie (1979) ; Prieur/Vulliez (1999) ; Perrillat (2014) | Moine de l'abbaye de Lérins. Considéré comme le premier évêque de Tarentaise, résidant à Moûtiers. Il est honoré comme l'apôtre de la Savoie. |
| 429 — 440                         | saint Marcel Marcellius Marcellin                               | Besson ; Lovie ; Prieur/Vulliez (1999)                                  | Édification de la 1re cathédrale. Moine de l'abbaye de Lérins                                                                                 |
| Ve siècle                         | Paschassius                                                     | Besson ; Lovie                                                          | |
| † v. 460                          | saint Thomas de Lérins                                          | Lovie ; Prieur/Vulliez                                                  | Moine de l'abbaye de Lérins. |
| v. 517 — 524                      | Sanctius                                                        | Besson ; Lovie, ; Perrillat                                             | Reconstruction de l'église devenue trop petite,. Participe au Concile d'Épaone (517)                                                          |
| VIe siècle                        | Magnus                                                          | Besson ; Lovie                                                          | |
| VIe siècle                        | Nigetius Migetius Nizier Migier                                 | Besson ; Lovie                                                          | |
| v. 580 — 585                      | saint Marcien saint Marcel Marcianus                            | Besson ; Lovie                                                          | Présent à plusieurs conciles (Mâcon (581-583) ; Valence (584) ; Mâcon (585)) convoqués par le roi de Bourgogne, Gontran,                      |
| v. 650                            | saint Héraclée Heraclius                                        | Besson ; Lovie                                                          | |
| VIIe siècle                       | Firmius Firmin Ternicus Turricus                                | Besson ; Lovie                                                          | |
| VIIe siècle                       | Probinus Probin                                                 | Besson ; Lovie                                                          | |
| v. 650                            | Baudoméris Baldemarus                                           | Besson ; Lovie,                                                         | Présent au Concile de Chalon (650). |
| VIIe siècle                       | Emiterius Emiter                                                | Besson ; Lovie                                                          | |
| VIIe siècle                       | Vuidenardus Videnardus Widenard Videmar                         | Besson ; Lovie                                                          | |
| v. VIIe siècle ou VIIIe siècle    | Joannes I Jean I                                                | Besson ; Lovie                                                          | |
| VIIIe siècle                      | Leodrandus Leudrand Leodrand                                    | Besson                                                                  | |
| VIIIe siècle                      | Hubertus Hubert Artubertus Artubert                             | Besson ; Lovie                                                          | |
| VIIIe siècle                      | Bonimundus Rosimundus Benimond, Bonimond ou Bonemond            | Besson ; Lovie                                                          | |
| VIIIe siècle                      | Emmo Emino Erminon                                              | Besson ; Lovie                                                          | |

Jusqu'en 775, le siège de Tarentaise est occupé par un évêque. À partir de cette date, il devient celui d'un archevêché, avec Possessor comme premier archevêque.
| Dates           | Nom(s)                                     | Mention(s)                     | Éléments biographiques |
| --------------- | ------------------------------------------ | ------------------------------ | --- |
| 775 — 800       | saint Possessor                            | Besson ; Lovie                 | Premier archevêque. |
| IXe siècle      | Radabertus Radabert Dagobertus Clodobertus | Besson ; Lovie                 | |
| IXe siècle      | Eodebert Rodoabert                         | Lovie                          | |
| v. 824 — v. 840 | Andréas                                    | Besson ; Lovie, ; Hudry (1981) | Convoqué au Concile de Lyon (828),. |
| v. 840 — v. 858 | Audax                                      | Besson ; Lovie, ; Hudry        | Concile d'Ingelheim (840). |
| v. 858 — v. 885 | Teutrand Théodrad Théotramn Théotranum     | Besson ; Lovie, ; Hudry        | Concile de Tusey (860), concile de Mantaille (879). |
| IXe siècle      | Alluso Laso Aliso Alluco                   | Besson ; Lovie                 | |
| IXe siècle      | Daniel                                     | Besson ; Lovie                 | |
| v. 900          | Anizo Ier Annuzo Ier Annuzio Aimon         | Besson ; Lovie                 | Donne son accord pour la fondation du prieuré Saint-Martin de Moûtiers par Richard Cur(t) de Briançon. L'acte est cependant un faux, démontré notamment par l'historien Félix Bernard. Le prieuré remonte plus probablement au XIe siècle |
| Xe siècle       | Pandulphus Pandolphe                       | Besson ; Lovie                 | |
| Xe siècle       | Adalbertus                                 | Besson ; Lovie                 | |
| v. 994          | Anizo II                                   | Lovie                          | Présent au premier concile d'Anse, en 994. Il est mentionné, chez certains auteurs, sous les formes Amizo, Amizon (Poupardin), Emmion, Amiron.                                                                                            |

## Périodes médiévale puis moderne: les archevêques-comtes
La charte dite de Rodolphe III de 996 accorde aux archevêques de Tarentaise le pouvoir comtal — concession du comitatus — à la suite d'Aymon (Amizon) Ier,. Le premier archevêque a porté le titre de comte est Rodolphe de Chissé au XIVe siècle. L'empereur Frédéric I fait Aymon de Briançon (et ses successeurs) prince du Saint-Empire, en 1186. En 1769, Claude-Humbert de Rolland renonce à l'ensemble des droits temporels sur la vallée, en échange du titre honorifique de « Prince de Conflans et de Saint-Sigismond ».
| Dates                                                                                             | Nom(s)                                                                             | Mention(s)                                                 | Éléments biographiques |
| ------------------------------------------------------------------------------------------------- | ---------------------------------------------------------------------------------- | ---------------------------------------------------------- | --- |
| v. 996                                                                                            | Aymon Ier Aimon Amizo ; Amizon Amison ; Anizo ; Emmo/Emmon                         | Besson ; Lovie                                             | Reçoit le comitatus, c'est-à-dire les droits comtaux sur la Tarentaise, par une charte datée de 996, dite « Charte de Rodolphe III », roi de Bourgogne,. |
| v. 1000                                                                                           | Cuno                                                                               | Lovie                                                      | |
| v. 1006                                                                                           | Baldulphus Baldoph, Baldophe                                                       | Lovie                                                      | Présent au concile de Francfort, en 1006. |
| v. 1020                                                                                           | Luzo                                                                               | Lovie                                                      | participation (?) au second concile d'Anse (1025). |
| XIe siècle                                                                                        | Ebbon                                                                              | Lovie                                                      | |
| XIe siècle                                                                                        | Emmo Emmon                                                                         | Lovie                                                      | |
| v. 1077                                                                                           | Annuso II Annuzo(n) II Amizo(n) II                                                 | Besson ; Lovie ; Leguay (1984)                             | |
| v. 1082                                                                                           | Héraclius                                                                          | Besson ; Lovie ; Leguay                                    | Les Chroniques de Savoie racontent qu'il était en conflit avec les vicomtes de Tarentaise, les seigneurs de Briançon, et que la vallée serait passée sous protection des Humbertiens (Maison de Savoie). Toutefois, l'existence d'Héraclius fait débat (Garin, 1942), et ne semble pas être prouvée (Roubert, 1961). |
| v. 1090 — bien avant 1124                                                                         | Boson Bozon                                                                        | Besson ; Lovie ; Leguay                                    | Consacre le prieuré de Bellevaux en Bauges en 1090 ou 1094 |
| v. 1124 / 1132 — 1140                                                                             | saint Pierre Ier Pierre l'Ancien                                                   | Besson ; Lovie ; Leguay                                    | Cistercien, disciple de Bernard de Clairvaux et ancien abbé de la Ferté. Fondateur de l'abbaye de Tamié (1132). |
| v. 1140 — v. 1141 déchu par Rome                                                                  | Is(d)raël Isdrahel                                                                 | Besson ; Lovie ; Leguay                                    | Ancien chapelain du comte Amédée III de Savoie, qualifié d'« usurpateur » et d'« incapable » |
| septembre 1141 — 1174                                                                             | saint Pierre de Tarentaise Pierre II                                               | Besson ; Lovie ; Leguay ; catholic-hierarchy.org           | Moine cistercien, originaire du diocèse de Vienne, premier abbé de Tamié. |
| entre v. 1174 et 1178 — v. 1210/11/12                                                             | Aymon de Briançon Aymon le chartreux Aymon/Aimon II                                | Besson ; Lovie ; Leguay                                    | Issu de la famille seigneuriale de Briançon Chartreux. Bulle impériale du 6 des ides de mai 1186, de Fédéric Barberousse, les archevêques sont désormais princes du Saint-Empire. |
| 1210/1213 — 1222                                                                                  | Bernard de Chignin Bernard de Cheinio Bernard II                                   | Besson ; Lovie ; Leguay                                    | Se rattache à l'une des familles de Chignin Précédemment évêque de Maurienne. |
| 1223                                                                                              | Jean II                                                                            | Besson ; Lovie ; Leguay                                    | Chartreux. |
| 1224 — v. 1246                                                                                    | Herluin de Chignin Herluin                                                         | Besson ; Lovie ; Leguay ; catholic-hierarchy.org           | Se rattache à l'une des familles de Chignin |
| v. 1246/49 ? — † 1271                                                                             | Rodolphe Grossi Rodolphe Ier Rodolphe Grossi du Châtelard                          | Besson ; Lovie ; Leguay ; catholic-hierarchy.org           | Ancien évêque d'Aoste. Rodolphe Grossi prend le nom de Grossi du Châtelard par la construction d'une maison forte en ce lieu du Châtelard en Valdigne dans la Vallée d'Aoste. |
| juin 1271 30 mai 1272 — 22 juillet 1283                                                           | saint Pierre Grossi du Châtelard (pms) Pierre III Pierre III Grossi                | Besson ; Lovie ; Leguay ; catholic-hierarchy.org           | Neveu du précédent. Doyen de Valère (Valeria, Valerié), dans le diocèse de Sion |
| 13 décembre 1283 — † 6 mars 1297                                                                  | Aymon de Bruysson Aymon de Bruisson de Bruissons Aymon III                         | Besson ; Lovie ; Leguay ; catholic-hierarchy.org           | Chanoine régulier de Tarentaise. Compromis entre l'archevêque et le seigneur de Briançon (1281). |
| avril 1297 — † 9 mai 1334                                                                         | Bertrand de Bertrand Bertrand Ier Bertrand de Bertrandis                           | Besson ; Lovie ; Leguay ; catholic-hierarchy.org           | Issu de la famille de Bertrand. Chanoine séculier de Tarentaise. |
| 13 juillet 1334 — † mars 1341                                                                     | Jacques de Verloz de Salins Jacques de Salins (Jacobus de Salino) Jacques II       | Besson ; Lovie ; Leguay ; catholic-hierarchy.org           | Issu de la famille Verloz de Salins |
| 7 octobre 1341 — † août 1342 (?) Administrateur apostolique                                       | Bertrand ou abbé Bernard Bertrand II de Novodomno (Novo Domno) Bernard de Brussol  | Besson ; Lovie ; Leguay ; catholic-hierarchy.org           | Il pourrait s'agir soit d'un administrateur, docteur en droit canon, envoyé par le pape, trésorier de Tours et chapelain pontifical, soit d'un abbé des chanoines augustins de Quarante (Minervois),. |
| 3 décembre 1342 — † v. mars 1365                                                                  | Jean de Bertrand Joannes de Bertrandis Jean III                                    | Besson ; Lovie ; Leguay ; catholic-hierarchy.org           | Issu de la famille de Bertrand, fils de Jean, seigneur de Brussol. Ancien évêque de Lausanne (1341). |
| 1er mai 1365 — † fin d'année 1368 (Richermoz) ou † 30 novembre 1378 selon Besson / 1379 (Galland) | Jean du Beton Jean de Betton (de Bitumine) Jean IV                                 | Besson ; Roubert ; Lovie ; Leguay ; catholic-hierarchy.org | Issu de la famille de La Rochette. |
| 1368 — 30 novembre 1378                                                                           | Jean de Rotariis Jean V                                                            | Roubert ; Lovie ; Leguay                                   | L'archiviste Bruno Galland, dans une note de bas de page, « considère qu'il n'y a eu qu'un seul archevêque de Tarentaise entre 1365 et 1379 et qu'il s'agit de Jean de Béton » |
| 21 décembre 1378 ou 1379 — 1380/81                                                                | Humbert de Villette Humbert II                                                     | Besson ; Roubert ; Lovie ; Leguay                          | Issu de la famille de Chevron Villette. Prieur de Tarentaise. |
| 28 février 1380 — † 27 décembre 1385 (1386)                                                       | Rodolphe de Chissé Rodolphe II Raoul de Chissey                                    | Besson ; Lovie ; Leguay                                    | Issu des seigneurs de Chissé, originaires de Faucigny ; catholic-hierarchy.org Ancien évêque de Grenoble en 1350. Assassiné le 27 décembre 1385. |
| 21 février 1386 — † février 1395                                                                  | Édouard de Savoie Édouard de Savoie-Achaïe Eduardus de Sabaudia                    | Besson ; Lovie ; Leguay ; catholic-hierarchy.org           | Issu de la maison de Savoie-Achaïe. Ancien évêque de Belley et futur prince-évêque de Sion. |
| 26 avril 1395 — † 25 novembre 1396                                                                | Pierre de Collomb Pierre Collomb Pierre IV                                         | Besson ; Lovie ; Leguay ; catholic-hierarchy.org           | Gentilhomme, fils de Claude Colomb vivant à Baugé, en Bresse, vers 1350, seigneur de La Sale-Manziat. Avant son entrée dans les ordres, il est conseiller ordinaire d'Amédée de Savoie, en 1372. En 1391, il est prieur de l'église Saint-Pierre de Mâcon. Deux ans plus tard, il devient conseiller de Bonne de Bourbon, régente du comté de Savoie à la suite de la mort de son époux, le comte Amédée VI. Nommé archevêque (1395) est considéré comme un agent du duc de Bourgogne |
| 17 septembre 1397 — † 1404 Administrateur apostolique                                             | Aymon Séchal Aymon IV                                                              | Besson ; Lovie ; Leguay ; catholic-hierarchy.org           | Fils de noble Jean Sechal. Patriarche de Jérusalem à partir de 1385, administrateur du diocèse de Lausanne à partir de 1394, puis celui de Belley la même année et en 1398 celui de Sion |
| 1er juin 1404 — † 4 septembre 1418 Administrateur apostolique                                     | Antoine de Challant                                                                | Besson ; Lovie ; Leguay ; catholic-hierarchy.org           | Fils de Aymon II de Challant, seigneur au service de la maison de Savoie. cardinal-diacre de Santa Maria in Via Lata (1404), cardinal-prêtre de Sainte-Cécile (1412). Installé en le 23 septembre 1405. |
| 23 septembre 1418 — † 1432                                                                        | Jean de Bertrand Jean V Jean de Bertrandis                                         | Besson ; Lovie ; Leguay ; catholic-hierarchy.org           | Issu de la famille de Bertrand. Ancien évêque de Genève (1408-1418) |
| 4 novembre 1433 — 28 février 1438                                                                 | Marco Condulmer Marc de Condolmer Marco de Gondimeriis Laurent Marc de Condolmeris | Besson ; Lovie ; Leguay ; catholic-hierarchy.org           | Ancien évêque d'Avignon (1432-1433), puis Patriarche de Grado (1439), Patriarche latin d'Alexandrie (1444). |
| 28 février 1438 — † 12 décembre 1454                                                              | Cardinal Jean d'Arces (d'Arcy/ de Arciis) Jean VI                                  | Besson ; Lovie ; Leguay ; catholic-hierarchy.org           | Fait Cardinal-prêtre de S. Stefano in Monte Celio (1444), puis de S. Nereo ed Achilleo. |
| 1454 — 1456/58 (?)                                                                                | Pierre de Savoie                                                                   | Lovie ; Leguay                                             | 7e enfant du duc Louis Ier de Savoie et d'Anne de Lusignan. Mort en 1458. Ancien évêque de Genève. Thomas de Sur, archevêque de Tarse, administre le diocèse du fait du jeune âge de Pierre. Besson donnait le siège vacant pour cette période. |
| 1456/58 — 1459 Administrateur apostolique                                                         | Jean-Louis de Savoie                                                               | Besson ; Lovie ; Leguay ; catholic-hierarchy.org           | 13e enfant du duc Louis Ier de Savoie et d'Anne de Lusignan. Mort en 1482. Administrateur de Genève. Thomas de Sur, archevêque de Tarse, poursuit son administration du diocèse en compagnie de l'évêque Hébron. |
| 16 février 1460 — † 1472                                                                          | Thomas de Sur Thomas Susa                                                          | Besson ; Lovie ; Leguay ; catholic-hierarchy.org           | Ancien administrateur apostolique de Tarentaise. |
| 3 août 1472 — † 1er février 1478                                                                  | Cristoforo della Rovere Christophe de La Rovère Christophle de Roüere              | Besson ; Lovie ; Leguay ; catholic-hierarchy.org           | Parent du pape Sixte IV. Il obtient à vie l'archevêché, fait Cardinal-prêtre de S. Vitale (1477). Le chapitre élisent à sa suite Urbain de Chevron Villette, mais le pape nomme le frère, le cardinal Domenico della Rovere. |
| 11 février 1478 — 1483                                                                            | cardinal Domenico della Rovere Dominique de La Rovère                              | Besson ; Lovie ; Leguay ; catholic-hierarchy.org           | Frère du précédent. Cardinal-prêtre de S. Vitale (1478), de S. Clemente (1479), de archevêque de Turin (1482). Il ne se rendra jamais en Tarentaise. |
| 28 mai 1483 — † 9 novembre 1483                                                                   | Urbain de Chevron Villette                                                         | Besson ; Lovie ; Leguay ; catholic-hierarchy.org           | Issu de la famille noble de Chevron Villette. |
| 14 juin 1484 — † 28 juin 1492                                                                     | Jean de Compey (Compeys)                                                           | Besson ; Lovie ; Leguay ; catholic-hierarchy.org           | Issu probablement de la maison féodale de Compey. Ancien évêque de Turin (1469-1482), puis de Genève (1482-1484). |
| 8 juillet 1492 — † mars 1497                                                                      | Corin de Plosasque (Piosasque)                                                     | Besson ; Lovie ; Leguay ; catholic-hierarchy.org           | Fils du comte de Plosasque, originaire du Piémont. Conseiller de Blanche de Montferrat, épouse du duc Charles Ier de Savoie, puis précepteur du futur duc Charles III. Nommé en 1492, il n'arrive dans la ville métropolitaine qu'en 1496 |
| 14 avril 1497 — avril 1516 Résignation                                                            | Claude de Châteauvieux (Château-Vieux)                                             | Lovie ; catholic-hierarchy.org                             | Appartient à la famille de Chateauvieux, originaire de Bresse, fils d'un chambellan ducal. Mort le 23 septembre 1516. Protonotaire apostolique, prieur de Coligny. |
| 28 avril 1516 — † 21 décembre 1559                                                                | Jean-Philippe de Grolée (Jean de Grolée).                                          | Besson ; Lovie ; catholic-hierarchy.org                    | Issu de la famille de Grolée, originaire du Bugey. Âgé de 10 ou 12 ans en 1516 lorsqu'on lui attribue le diocèse, ordonné en 1528. |
| 17 juillet 1560 — † 16 juillet 1573                                                               | Jérôme de Valpergue (Valpergua)                                                    | Besson ; Lovie ; catholic-hierarchy.org                    | Issu d'une famille noble piémontaise. Le duc Charles III le nomme abbé d'Abondance. Entre à Moûtiers en 1562. |
| 26 août 1573 — † 25 juillet 1598                                                                  | Joseph de Parpaille (Parpaglia)                                                    | Besson ; Lovie ; catholic-hierarchy.org                    | Issu d'une famille noble piémontaise de Moncalieri. Mort de la peste en 1598, enterré aux Allues. |
| 8 novembre 1599 — † 2 janvier 1607                                                                | Jean-François Berliet                                                              | Besson ; Lovie ; catholic-hierarchy.org                    | Ancien premier président de la Chambre des comptes de Savoie, entré dans les ordres à la suite de la mort de son épouse. Ambassadeur du duc Charles-Emmanuel Ier de Savoie auprès de Henri IV après la signature du traité de Paris, en 1600. Durant son épiscopat, le duché est occupé par les troupes françaises, menées par Lesdiguières, qui démantèlent Conflans et brûlent les archives épiscopales.                                                                            |
| 12 novembre 1607 — † 4 août 1627                                                                  | Anastase Germonio (Germonius)                                                      | Besson ; Lovie ; catholic-hierarchy.org                    | Issu d'une famille noble de Ceva, en Piémont. |
| 1627 — 1632                                                                                       | Sede vacante                                                                       |                                                            | |
| 20 septembre 1632 — † 16 juin 1658                                                                | Benoît-Théophile de Chevron Villette                                               | Besson ; Lovie ; catholic-hierarchy.org                    | Issu de la famille de Chevron Villette. |
| 17 novembre 1659 — † 25 mai 1703                                                                  | François-Amédée Milliet de Challes et d’Arvillars                                  | Besson ; Lovie ; catholic-hierarchy.org                    | Issu de la famille Milliet. |
| 1703 — 1727                                                                                       | Sede vacante                                                                       |                                                            | |
| 11 juin 1727 — † 25 mai 1703                                                                      | François-Amédée Milliet d’Arvillars                                                | Besson ; Lovie ; catholic-hierarchy.org                    | Issu de la famille Milliet. Ancien évêque d’Aoste (1699-1727). |
| 24 décembre 1749 — † 27 novembre 1770                                                             | Claude-Humbert de Rolland                                                          | Besson ; Lovie ; catholic-hierarchy.org                    | Issu d'une famille noble de Rumilly. Renonce à la souveraineté des archevêques en échange du titre honorifique de « Prince de Conflans et de Saint-Sigismond ». |

## Époque contemporaine

### Les derniers archevêques de Tarentaise et la période révolutionnaire
1. 1772 - 1783, Gaspard-Augustin Laurent de Sainte-Agnès
2. 1785 - 1793, Joseph de Montfalcon du Cengle

Le duché de Savoie est envahi en 1792 par les troupes révolutionnaires qui occupent la Savoie. De 1793 à 1803, le siège épiscopal est vacant. Le Concordat permet le retour officiel de la religion. André-Marie de Maistre (1757-1818) devient « doyen du chapitre de Chambéry, avec le titre de vicaire général, spécialement chargé de la Tarentaise ». Il est le fils du comte François-Xavier Maistre et frère des écrivains Joseph et Xavier de Maistre,.
Le concordat de 1802 rassemble, avec le titre de Chambéry et Genève, l'ensemble des deux départements savoyards. De 1803 à 1825, l’évêché de Moûtiers est uni à celui de Chambéry.
1. 1802 - 1805, René des Monstiers de Mérinville
2. 1805 - 1823, Irénée-Yves de Solle

### Restauration du diocèse de Tarentaise
1. 1826 - 1828, Antoine Martinet
2. 1828 - 1836, Antoine Rochaix
3. 1838 - 1867, Jean-François Turinaz
4. 1867 - 1873, François Gros
5. 1873 - 1882, Charles-François Turinaz
6. 1882 - 1887, Jean-Pierre Pagis
7. 1888 - 1900, Pierre-Emmanuel Bouvier
8. 1901 - 1907, Lucien Lacroix
9. 1907 - 1918, Jean-Baptiste Biolley
10. 1919 - 1938, Louis Termier
11. 1938 - 1944, Léon-Albert Terrier
12. 1944 - 1961, Auguste Jauffrès
13. 1961 - 1966, André Bontems

### Archevêque de Chambéry, évêque de Maurienne et de Tarentaise
Le 26 avril 1966, un décret du Saint-Siège unit les diocèses de Chambéry, Moûtiers et Saint-Jean-de-Maurienne. Ce décret indique que les diocèses de Moûtiers-Tarentaise et de Saint-Jean-de-Maurienne sont réunis « aeque principaliter » à l'archidiocèse de Chambéry « de telle sorte qu'il y ait un seul et même évêque à la tête des trois diocèses et qu'il soit en même temps archevêque de Chambéry, évêque de Maurienne et de Tarentaise ».